# 上色駅
上色駅（サンセクえき）は、 大韓民国京畿道加平郡にかつて存在した京春線の鉄道駅である。

## 歴史
- 1939年7月20日 - 京春鉄道開通と同時に開業[1]。
- 日時不明 : 廃止。
- 1957年3月1日 - 無配置簡易駅として再開業[2]。
- 1961年6月20日 - 旅客営業中止[3]。
- 1966年6月1日 - 臨時乗降場に変更[4]。
- 1970年4月1日 - 無配置簡易駅に昇格[5]。
- 1974年8月15日 - 廃止[6]。